# Menorca Bàsquet
Il Club Menorca Bàsquet o ViveMenorca è stata una squadra professionistica di pallacanestro della città di Mahón (Minorca), Isole Baleari, Spagna che gioca nella Liga LEB Oro.

## Roster 2010-2011
Aggiornato al 9 agosto 2010.
|    | Naz.                   | Ruolo | Sportivo        | Anno | Alt.   | Peso |  |
| -- | ---------------------- | ----- | --------------- | ---- | ------ | ---- |  |
| 5  | Spagna (bandiera)      | G     | Rafael Huertas  |      | 190 cm |      |  |
| 7  | Stati Uniti (bandiera) | AG    | Jakim Donaldson |      | 204 cm | 109  |  |
| 8  | Argentina (bandiera)   | P     | Diego Ciorciari |      | 185 cm |      |  |
| 10 | Spagna (bandiera)      | AG    | Urko Otegui     |      | 203 cm |      |  |
| 11 | Spagna (bandiera)      | P     | Miki Servera    |      | 197 cm |      |  |
| 12 | Spagna (bandiera)      | AP    | Diego Sánchez   |      | 198 cm |      |  |
| 13 | Israele (bandiera)     | G     | Raviv Limonad   |      | 192 cm |      |  |
| 15 | Spagna (bandiera)      | C     | Caio Torres     |      | 211 cm |      |  |
| 18 | Spagna (bandiera)      | P     | Joan Faner      |      | 180 cm |      |  |
| 19 | Stati Uniti (bandiera) | AP    | Cuthbert Victor |      | 198 cm |      |  |
| 33 | Spagna (bandiera)      | C     | Rafael Molina   |      | 202 cm |      |  |
| 55 | Serbia (bandiera)      | AG    | Ivan Radenović  |      | 208 cm |      |  |
|    | Spagna (bandiera)      | All.  | Paco Olmos      |      |        |      |  |

## Cestisti
- Bud Eley 2005-2006, 2008-2009
- Mario Fernández 2004-2005

## Sponsor
- 2000-2004 Coinga, il club fu chiamato Coinga Menorca Básquet
- 2004-2005 IBB Hoteles, il club fu chiamato IBB Hoteles Menorca Básquet
- 2005-2006 Llanera, il club fu chiamato Llanera Menorca
- 2006- ViveMenorca, il club fu chiamato ViveMenorca